# NGC 2379
NGC 2379 is een lensvormig sterrenstelsel in het sterrenbeeld Tweelingen. Het hemelobject werd op 6 maart 1828 ontdekt door de Britse astronoom John Herschel.

## Synoniemen
- UGC 3857
- ARAK 132
- MCG 6-17-6
- ZWG 177.18
- NPM1G +33.0107
- PGC 21036